# Leyendas (álbum)
Leyendas es el nombre del primer álbum tributo y sexto en general del cantante mexicano Carlos Rivera, lanzado el 28 de mayo de 2021 por Sony Music México.
El álbum se caracteriza por el clásico estilo musical de Rivera, entre balada romántica, música clásica, fusión latinoamericana y mariachi, pero la mayor característica es que es una recopilación de canciones, interpretadas por artistas de música romántica, donde Rivera canta a dueto con éstos. La canción «Yo no sé que me pasó» fue originalmente incluida en el álbum Los dúo 2 de Juan Gabriel, donde Rivera figura como invitado. Las canciones «Amor eterno», «Himno de mi corazón», «Algo de mí», «Amor, Amor» y «La belleza» fueron parte de un homenaje póstumo a sus intérpretes originales (Rocío Dúrcal, Mercedes Sosa, Camilo Sesto, José José y Luis Eduardo Aute), quienes ya habían fallecido anteriormente. 
Asimismo el 16 de julio de 2021, el álbum fue presentado después de su sencillo «Todavía» junto al cantante mexicano Armando Manzanero. De este álbum, se desprenden algunos sencillos como: «Un velero llamado Libertad», «Amor eterno», «Algo de mí», «Un millón de amigos»  y «Tú de qué vas» entre otros.

## Lista de canciones
| N.º | Título                                                  | Intérprete original | Duración |  |
| 1.  | «Un velero llamado Libertad» (con José Luis Perales)    | José Luis Perales   | 3:21     |  |
| 2.  | «Un millón de amigos» (con Roberto Carlos)              | Roberto Carlos      | 4:55     |  |
| 3.  | «Estar enamorado» (con Raphael)                         | Raphael             | 4:45     |  |
| 4.  | «Amor, amor» (con José José)                            | José José           | 3:34     |  |
| 5.  | «Todavía» (con Armando Manzanero)                       | Armando Manzanero   | 3:37     |  |
| 6.  | «Agárrense de las manos» (con José Luis Rodríguez)      | José Luis Rodríguez | 3:25     |  |
| 7.  | «Puedes llegar» (con Gloria Estefan)                    | Gloria Estefan      | 4:26     |  |
| 8.  | «Amor eterno» (con Rocío Dúrcal)                        | Rocío Dúrcal        | 5:30     |  |
| 9.  | «Tú de qué vas» (con Franco de Vita)                    | Franco de Vita      | 3:52     |  |
| 10. | «Lágrimas negras» (con Omara Portuondo)                 | Omara Portuondo     | 5:01     |  |
| 11. | «Himno de mi corazón» (con Mercedes Sosa)               | Mercedes Sosa       | 3:34     |  |
| 12. | «La belleza» (con Luis Eduardo Aute)                    | Luis Eduardo Aute   | 4:44     |  |
| 13. | «Algo de mí» (con Camilo Sesto)                         | Camilo Sesto        | 4:10     |  |
| 14. | «Yo no sé que me pasó» (Juan Gabriel con Carlos Rivera) | Juan Gabriel        | 4:42     |  |